# نصري (غافروبارمون)
نصري (بالفارسية: نصری) هي قرية تقع في إيران في هرمزغان. يقدر عدد سكانها بـ 197 نسمة بحسب إحصاء 2016.